# Executive Information System
Pour les articles homonymes, voir EIS.
L'Executive Information System (EIS) est un mode de représentation des données décisionnelles, au sein d'un système d'information.
Il se fait par l'intermédiaire de tableaux de bord de haut niveau. Souvent utilisé au plus haut niveau de la pyramide décisionnaire d’une entreprise, l'EIS doit permettre d'avoir une vision générale (Big picture) grâce à un nombre très restreint d'informations. 
Le mode de représentation est généralement graphique, utilisant des objets de type : compte-tours, jauge, feux tricolores, etc.

## Liens
- Executive Information Systems: Minimising the risk of development
- Executive Support Systems